# Ursoaia (okręg Bacău)
Ursoaia – wieś w Rumunii, w okręgu Bacău, w gminie Motoșeni. W 2011 roku liczyła 99 mieszkańców.